# Enlinia
Enlinia är ett släkte av tvåvingar. Enlinia ingår i familjen styltflugor.

## Dottertaxa tillEnlinia, i alfabetisk ordning[1]
- Enlinia acuticornis
- Enlinia albipes
- Enlinia angustifacies
- Enlinia anomalipennis
- Enlinia arborea
- Enlinia arizonicus
- Enlinia armata
- Enlinia atratus
- Enlinia brachychaeta
- Enlinia bredini
- Enlinia brevipes
- Enlinia californica
- Enlinia cataractarum
- Enlinia caudata
- Enlinia chaetophora
- Enlinia ciliata
- Enlinia ciliifemorata
- Enlinia clavulifera
- Enlinia convergens
- Enlinia crassipes
- Enlinia crassitibia
- Enlinia crinita
- Enlinia cristata
- Enlinia distincta
- Enlinia dominicensis
- Enlinia edwardsae
- Enlinia elegans
- Enlinia elongata
- Enlinia escambraica
- Enlinia exigua
- Enlinia farri
- Enlinia fasciata
- Enlinia femorata
- Enlinia fimbriata
- Enlinia flavicornis
- Enlinia frontalis
- Enlinia fusca
- Enlinia halteralis
- Enlinia hirtipes
- Enlinia hirtitarsis
- Enlinia interrupta
- Enlinia jamaicensis
- Enlinia lamellata
- Enlinia larondei
- Enlinia latifacies
- Enlinia latipennis
- Enlinia lobata
- Enlinia maculata
- Enlinia magistri
- Enlinia magnicornis
- Enlinia marginata
- Enlinia maxima
- Enlinia media
- Enlinia montana
- Enlinia nigricans
- Enlinia obovata
- Enlinia ornata
- Enlinia panamensis
- Enlinia patellitarsis
- Enlinia piedrana
- Enlinia plumicauda
- Enlinia ramosa
- Enlinia robinsoni
- Enlinia saxicola
- Enlinia scabrida
- Enlinia scutitarsis
- Enlinia seriata
- Enlinia seticauda
- Enlinia setosa
- Enlinia simplex
- Enlinia sordidus
- Enlinia spinimana
- Enlinia taeniocaudata
- Enlinia texana
- Enlinia tibialis
- Enlinia tuberosa
- Enlinia unisetosa
- Enlinia ventralis
- Enlinia wirthi